# Palboa (Namounou)
Pour les articles homonymes, voir Palboa.
Palboa est une commune rurale située dans le département de Namounou de la province de la Tapoa dans la région de l'Est au Burkina Faso.

## Santé et éducation
Le centre de soins le plus proche de Palboa est le centre de santé et de promotion sociale (CSPS) de Namounou.